# St. Paulus (Beuel)

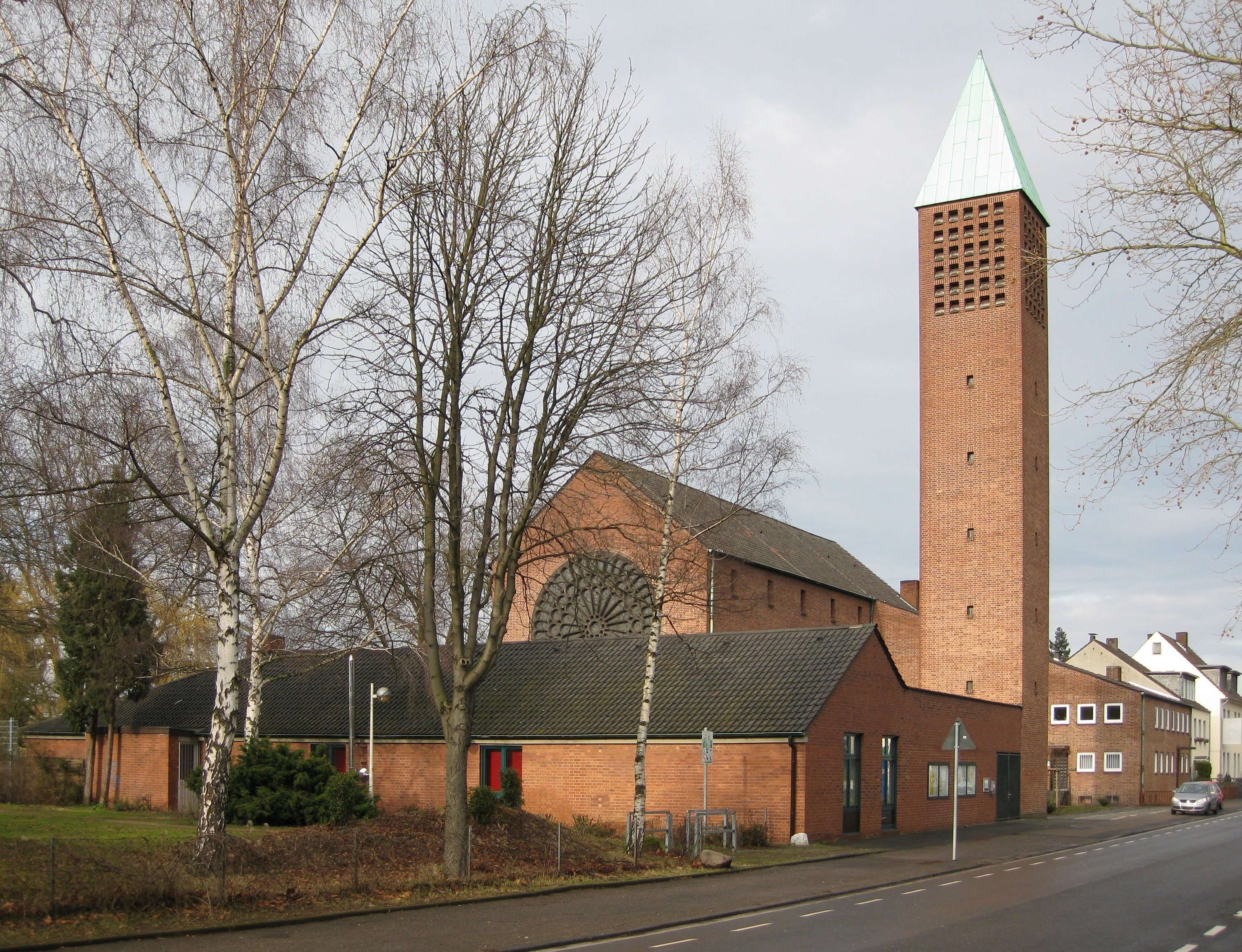
St. Paulus in Beuel-Ost (Bonn)

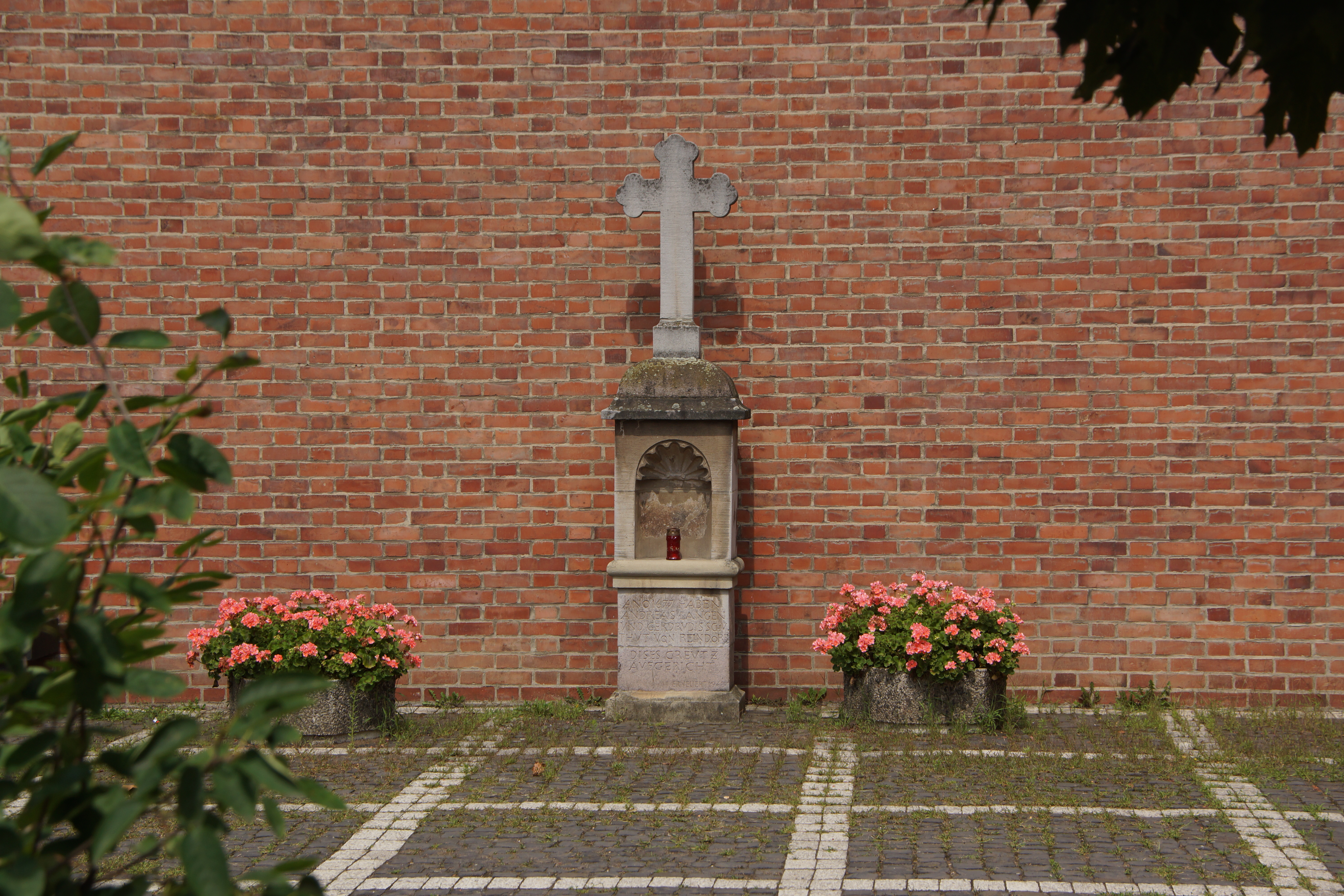
Wegekreuz vor der Pauluskirche

Die katholische Kirche St. Paulus im Bonner Ortsteil Beuel-Ost wurde von 1956 bis 1958 errichtet. Sie steht einschließlich eines Wegekreuzes aus dem Jahre 1677 als Baudenkmal unter Denkmalschutz.

## Geschichte
Die dem heiligen Paulus geweihte Pfarrkirche in der Siegburger Straße wurde nach den Plänen des Kölner Architekten Dominikus Böhm errichtet. Die Kirche St. Paulus ist das letzte Werk dieses bedeutenden Architekten. 1955 entwarf er die Pläne und die Bauausführung erfolgte unter der Leitung seines Sohnes Gottfried Böhm.
Das mit einem Satteldach versehene Kirchenschiff liegt zurückversetzt von der verkehrsreichen Straße. Von dieser abgewandt ist an das Kirchenschiff das Pfarrhaus in einem Winkel angebaut. Der getrennt stehende Kirchturm steht in  einer Flucht mit dem Pfarrhaus. Pfarrhaus und Vorhalle der Kirche sind durch Pultdächer an das Kirchenschiff angeschlossen. Der Bonner Architekt Reinhard Stapper baute später das Pfarrzentrum an den Turm an.

## Architektur

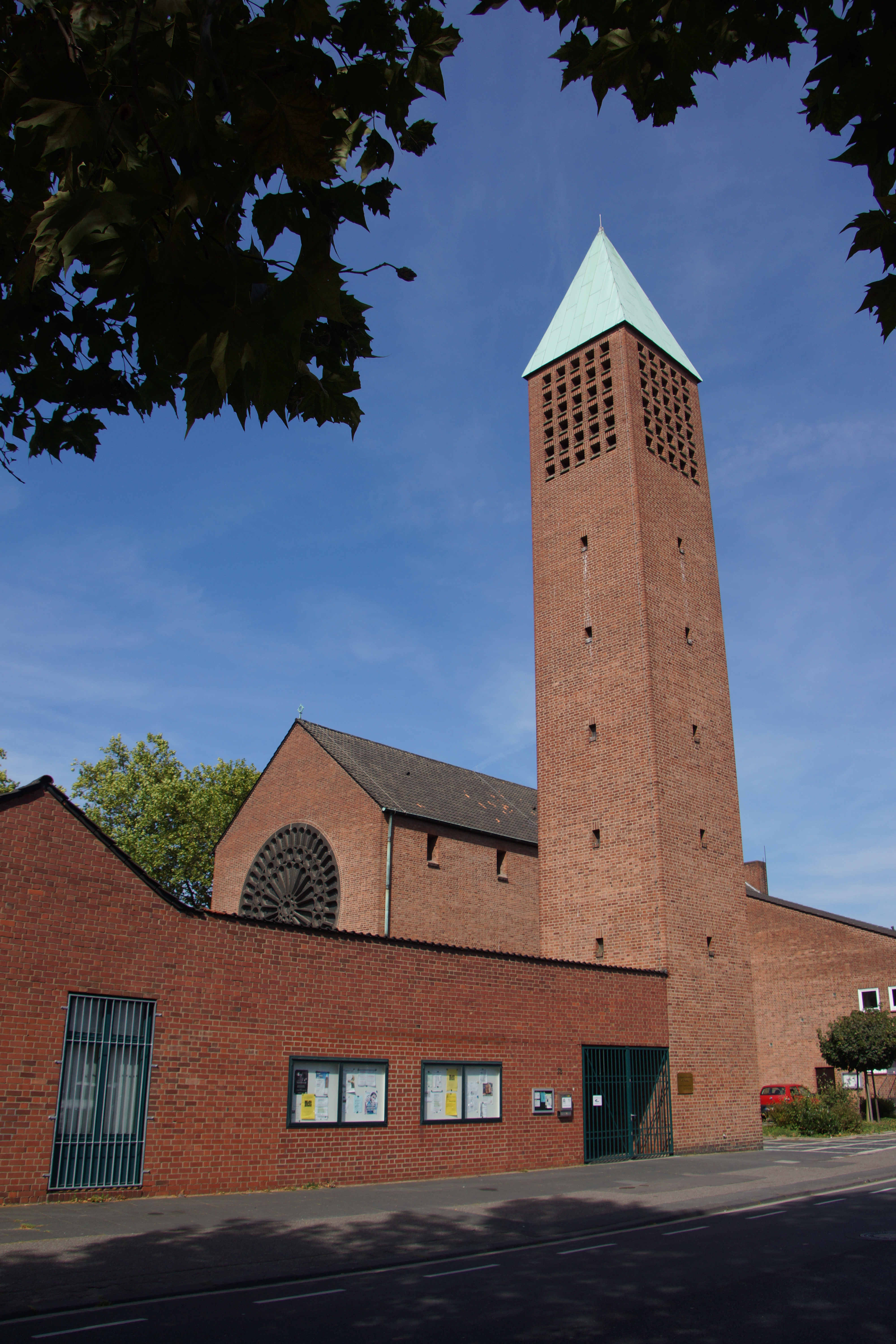
Fensterrose in St. Paulus

St. Paulus erscheint als blockhaft geschlossener Bau, den nur wenige Einzelformen auflockern: Die Rechteckfenster unter der Dachtraufe, die Fenster der Vorhalle und im Seitenschiff sowie die Fensterrose an der Südseite. Die Rosette ist ein Stilelement gotischer Architektur.
Der Saal der Kirche wird von einer leicht gewölbten Kassettendecke überspannt. Seitlich öffnet sich das Mittelschiff in voller Länge zum niedrigeren Seitenschiff. Charakteristisch ist der bühnenartig erhöhte Chor, die einseitige Belichtung des Altarraumes durch ein hohes Fenster und die großen ungegliederten Wandflächen.

## Ausstattung
Der Taufstein steht vor der Kanzel im Kirchenschiff und im Seitenschiff befindet sich ein Marienaltar. Die Glasfenster in der Vorhalle und im Seitenschiff stellen nach Entwürfen des Architekten Heilige dar. 1998 wurde die von Walter Prinz aus Köln geschaffene Terrakottaskulptur des Gekreuzigten an der Altarwand aufgestellt.

### Glocken
Im Turm hängen drei Glocken.
| Nr. | Name     | Gussjahr | Gießer                            | Durchmesser (mm) | Masse (kg) | Schlagton (HT-1/16) |
| 1   | Paulus   | 1958     | Glockengießerei Mabilon, Saarburg | 980              | 580        | as1 0–4             |
| 2   | Maria    | 1958     | Glockengießerei Mabilon, Saarburg | 880              | 400        | b1 0–4              |
| 3   | Adelheid | 1958     | Glockengießerei Mabilon, Saarburg | 740              | 240        | des2 –4             |

### Orgel
Im Jahre 1960 erhielt St. Paulus eine zweimanualige Orgel mit 22 Registern auf elektrischen Schleifladen. Sie wurde von der Orgelbaufirma Ernst Seifert aus Bergisch Gladbach gebaut. Der Einbau von drei weiteren Registern war vorbereitet. Das Instrument wurde 1998 abgebaut und das Pfeifenmaterial von der Firma Merten im Jahr 2000 in einem technischen Neubau in der Kathedrale von Taschkent (Usbekistan) wiederverwendet. Die Disposition lautete:
| I Hauptwerk C–g3 |       |
| Prinzipal        | 8′    |
| Flöte            | 8′    |
| Gedeckt          | 8′    |
| Oktave           | 4′    |
| Quinte           | 2 ⁄3′ |
| Schwiegel        | 2′    |
| Mixtur IV        |       |
| Trompete         | 8′    |

| II Schwellwerk C–g3 |    |
| Rohrflöte           | 8′ |
| Salicional          | 8′ |
| Vox angelica        | 8′ |
| Prinzipal           | 4′ |
| Fernflöte           | 4′ |
| Oktave              | 2′ |
| Sesquialter II      |    |
| Zimbel III          |    |
| Tremulant           |    |

| Pedal C–f1  |         |
| Subbass     | 16′     |
| Quintbaß    | 10 2⁄3′ |
| Oktavbaß    | 8′      |
| Gedacktbaß  | 8′      |
| Choralflöte | 4′      |
| Fagott      | 16′     |

- Koppeln: II/I, Sub II/I, I/P, II/P
- Spielhilfen: Eine freie Kombination, Handregister, Tutti, Crescendo-Tritt, Absteller für Zungen, Absteller für Crescendo, Auslöser

Die heutige Orgel stammt von der Firma Verschueren (Niederlande). Diese Orgel wurde ursprünglich 1966 als Opus 665 für die Pfarrkirche St. Petrus Canisius in Düsseldorf-Unterbilk (profaniert 1998, abgerissen 1999) gebaut. Das Instrument verfügt über mechanische Schleifladen mit elektrischer Registertraktur. Die Disposition lautet:
| I Hauptwerk C–g3 |    |
| Prinzipal        | 8′ |
| Gedeckt          | 8′ |
| Oktave           | 4′ |
| Gemshorn         | 4′ |
| Sesquialter II   |    |
| Superoktave      | 2′ |
| Mixtur IV        |    |
| Trompete         | 8′ |

| II Schwellwerk C–g3 |        |
| Rohrflöte           | 8′     |
| Prinzipal           | 4′     |
| Waldflöte           | 2′     |
| Larigot             | 1 1/3′ |
| Zimbel III          |        |
| Dulzian             | 8′     |
| Tremulant           |        |

| Pedal C–f1 |         |
| Subbass    | 16′     |
| Offenbaß   | 8′      |
| Piffaro    | 4′ + 2′ |
| Fagott     | 16′     |

- Koppeln: II/I, I/P, II/P
- Spielhilfen: Zwei freie Kombinationen, Handregister, Tutti, Auslöser

## Belege
1. ↑  Denkmalliste der Stadt Bonn (Stand: 15. Januar 2021), S. 51, Nummer A 3939
2. ↑  Gerhard Hoffs: Glockenmusik der Katholischen Kirchen Bonns. PDF; S. 184–186. (Memento des Originals vom 29. Dezember 2009 im Internet Archive)  Info: Der Archivlink wurde automatisch eingesetzt und noch nicht geprüft. Bitte prüfe Original- und Archivlink gemäß Anleitung und entferne dann diesen Hinweis.
3. ↑  Rippentabelle (mittelschwer) der Fa. Mabilon, Saarburg
4. ↑  Günther Schmitt: Pfeifen für den guten Ton. Siegfried Merten baut in Remagen Orgeln. Eines seiner Instrumente steht in Usbekistan. In: General-Anzeiger / Rhein-Ahr-Zeitung vom 7./8. August 2010, S. 15.

Koordinaten: 50° 44′ 30,4″ N, 7° 7′ 56,5″ O